# Щербинское кладбище
Щербинское кладбище — одно из крупнейших московских кладбищ. Открыто для захоронений в 1982 году.

## Описание
Кладбище открыто для захоронений в 1982 году. Получило название в честь города Щербинка, расположенного неподалёку. Общая площадь кладбища составляет 90 га. Территория делится на два кладбища: Южное кладбище площадью 30 га и Центральное кладбище площадью 60 га.
Территория Центрального кладбища огорожена по периметру металлическим забором и окружена лесным массивом. Территория кладбища поделена на участки, которые окружены асфальтированными дорожками и оснащена дренажной системой, во избежание подтопления.
Захоронения на кладбище производятся с 1982 года.
На территории кладбища находится храм-часовня Живоначальной Троицы, в котором осуществляются отпевания покойных, проводятся церковные службы. Часовня относится к Храму иконы Божией Матери «Знамение» в Захарьине Московской городской епархии.
На территории кладбища установлены 56 водоразборников на 175 кранов, позволяющих на каждом участке пользоваться водой. Для сбора мусора создано 42 места.
Щербинское Южное кладбище, по периметру центрального, огорожено бетонным забором, территория кладбища разделена на участки, к которым проведены асфальтированные дорожки, оснащенные дренажной системой.
Захоронения на этом кладбище производятся с 1997 года.
На территории кладбища есть корейский участок для захоронения буддистов площадью 1,2 га и курдский участок. Желающие могут захоронить урну с прахом умершего в колумбарную стену, которая рассчитана на 1500 ниш.
На территории кладбища работает бесплатный микроавтобус, подвозящий посетителей до отдалённых участков.
Адрес: 142134, Московская область, Городской округ Подольск, 29 км автодороги М-2 «Крым», Щербинский проезд.
Время работы: с мая по сентябрь — с 9 до 19 часов, с октября по апрель — с 9 до 17 часов. Время работы администрации: с 9 до 17 часов (ежедневно).

## Проезд из Москвы
Общественным транспортом
От станций метро «Улица Академика Янгеля» и «Аннино» — автобус № с919 (конечная остановка). 
Личным транспортом
По автомобильной дороге М-2 «Крым» (Симферопольское шоссе). Поворот направо в районе 29-го километра, перед заправкой «Татнефть» и на эстакаду направо. Расстояние от МКАД до кладбища — около 13 км.